# Meghann Fahy
Meghann Alexandra Fahy (Longmeadow, 25 april 1990) is een Amerikaanse actrice en zangeres.

## Biografie
Fahy begon al op zeer jonge leeftijd met optreden en zingen in en rond haar geboorteplaats Longmeadow. Zij doorliep de high school aan de Longmeadow High School aldaar waar zij in 2008 haar diploma haalde. Haar eerste optreden op toneel was op deze school in de rol van Dorothy in het toneelstuk The Wizard of Oz.
Fahy begon in 2009 met acteren in de televisieserie Gossip Girl, waarna zij nog meerdere rollen speelde in televisieseries en films. Zij is vooral bekend van haar rol als Hannah O'Connor in de televisieserie One Life to Live waar zij in 83 afleveringen speelde (2010-2012). Naast het acteren voor televisie is Fahy ook actief in het theater. Zij heeft eenmaal opgetreden op Broadway, van 2009 tot en met 2011 was understudy voor de rol van Natalie in de musical Next to Normal.

## Filmografie

### Films
Uitgezonderd korte films.
- 2025 The Unbreakable Boy - als Teresa LeRette
- 2019 Just Add Romance - als Carly Benson
- 2016 Miss Sloane - als Clara Thomson
- 2016 Our Time - als Jen
- 2015 Burning Bodhi - als Lauren
- 2015 Those People - als London
- 2011 The Lost Valentine - als jonge Caroline
- 2011 Georgetown - als Erica Wallace

### Televisieseries
Uitgezonderd eenmalige gastrollen.
- 2025 Siren - als Devon DeWitt - 5 afl.
- 2021-2022 The White Lotus - als Daphne Sullivan - 6 afl.
- 2017-2021 The Bold Type - als Sutton Brady - 52 afl.
- 2012 Chicago Fire - als Nicki Rutkowski - 3 afl.
- 2012 Political Animals - als Georgia Gibbons - 4 afl.
- 2012 Necessary Roughness - als Olivia DiFlorio - 4 afl.
- 2010-2012 One Life to Live - als Hannah O'Connor - 83 afl.

- International Standard Name Identifier: 0000 0001 1917 0470
- Library of Congress Control Number: no2011052841
- MusicBrainz: 004862eb-4955-4c3b-a6a8-9d5745e3b4fb
- Nederlandse Thesaurus van Auteursnamen: 417367805
- Virtual International Authority File: 170354535
- WorldCat: E39PBJpjchxKmgyT4RHCpcj6Kd